# Лукко (деревня)
Лукко — деревня в Гдовском районе Псковской области России. Входит в состав Добручинской волости Гдовского района.

## География
Расположена у правого берега реки Плюсса, в 30 км к северо-востоку от Гдова и в 13 км к северо-востоку от волостного центра, деревни Добручи. В 2 км к северу проходит граница с Ленинградской областью.

## Население
Численность населения деревни на 2000 год составляла 1 человек, по переписи 2002 года — 8 человек.

## История
До 1 января 2006 года деревня входила в состав ныне упразднённой Вейнской волости.